# Sternoclyta cyanopectus
Il colibrì pettovioletto o colibrì pettoviola (Sternoclyta cyanopectus (Gould, 1846)) è un uccello della famiglia Trochilidae. È l'unica specie nota del genere Sternoclyta.

## Descrizione
È un colibrì di media taglia, lungo 11–13 cm, con un peso di 7–10 g. Il maschio si caratterizza per una vistosa macchia violacea sul petto.

## Biologia
Le abitudini alimentari e riproduttive di questa specie sono poco conosciute.

## Distribuzione e habitat
Questa specie è endemica del Venezuela.